# Земская почта Тамбовского уезда
Земская почта Тамбовского уезда Тамбовской губернии была открыта 1 августа 1869 года. Земские рассыльные 2 раза в неделю доставляли корреспонденцию из уездного центра Тамбова в волости. Доставка частной корреспонденции оплачивалась земскими почтовыми марками, которые печатались в частной типографии:
- Марка № 1 : 1870 год, литография, размер 13,25 х 16 без перфорации, цвет — сине-зелёная. Редкость: по каталогу Чучина — PPPP, Шмидта — RRRR.
- Марка № 2 : 1871 год, литография, размер 13,75 х 16,5 без перфорации, цвет — чёрная.
- Марка № 3 : 1872 год, литография, размер 16,5 х 16,75 без перфорации, цвет — лиловая. Редкость: Чучин — P.

На всех марках помещён уездный герб. Гасились чернилами (перечеркиванием). Способ печати — литография. В 1874 году плата за доставку частной корреспонденции была отменена. Известны также 4 вида почтовых облаток.

Земские почтовые марки Тамбовского уезда
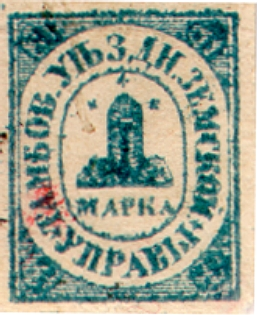
1870:  № 1
1871:  № 2
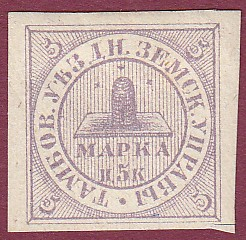
1872:  № 3

Почта закрылась в 1876 году.
В 1928 году Тамбовская губерния и все её уезды были упразднены. Территория Тамбовского уезда отошла к новой Центрально-Чернозёмной области.